# Покровский храм (Жестылево)
Храм Покрова Пресвятой Богородицы — православный храм Дмитровского благочиния Московской епархии. Расположен в селе Жестылево Дмитровского района Московской области. Построен в 1889—1904 годах в русском стиле по проекту архитектора Сергея Константиновича Родионова, является памятником архитектуры местного значения.

## История
В 1578 году царский крестовый дьяк Андрей Верещевский продаёт село Жестылево за 250 рублей в Троице-Сергиев монастырь.
В селе Жестылево Повельского стана в 1592—1593 годах располагалась деревянная церковь Пречистой Богородицы в которой местная икона Рождества пречистой Богородицы с серебряной и золотой басмой и местные иконы Богородицы Одегитреи и Николы Чудотворца. В селе находился монастырский двор, где жил поп. Была проскурница и 3 кельи, где жили нищие, питающие подаянием при церкви. К церкви относилась пустошь Репехово и луг на Яруновом лугу по реке Якоти, дающий 40 копен сена.
В смутное время эта церковь была сожжена поляками. На протяжении нескольких веков после этого церкви в селе не существовало. На месте сгоревшей Покровской церкви устанавливались часовни.
В 1627 году Покровская церковь стояла без службы (без пения). В 1679 году  за пустующую церковную землю указом патриарха был назначен оброк в 31 алтын. В 1746 году местными крестьянами платился оброк 1 рубль 40 копеек.
В конце XIX века было принято решение о строительстве в Жестылеве каменной Покровской церкви. Для этой цели в селе даже построили кирпичный завод. Первым настоятелем храма в 1895 году был назначен отец Георгий Добронравов. Автором проекта церкви стал архитектор Сергей Константинович Родионов. В 1904 году строительство было завершено, и храм освятили. У церкви было два придела — апостолов Петра и Павла и святого Иоанна Предтечи. Приделы освятили в 1910 году.
В 1937 году настоятель церкви был арестован. Храм лишился всех икон, большую часть из которых сожгли, а часть забрали местные жители и церковь соседнего села. В 1941 году храм был закрыт, и в нём устроили зернохранилище. В конце 1960-х годов храм дважды горел, в результате чего была уничтожена кровля четверика и шатёр колокольни.
В 1998 году храм был возвращён Русской православной церкви, начались ремонтно-восстановительные работы.

## Современное состояние
Настоятель храма – иерей Александр (Юденко Александр Викторович). Проведены работы по замене центрального иконостаса и куполов, совершено Великое освящение храма.

## Архитектура
Храм построен в русском стиле. Его формы подражают московской посадской архитектуре XVII века. Храм состоит из двусветного четверика, небольшой двухпредельной трапезной и шатровой колокольни. Основной объём храма венчает пятиглавие.

## Духовенство
- Настоятель храма - Иерей Александр (Александр Викторович Юденко)
- Архимандрит Борис (Виктор Николаевич Петрухин)
- Протоиерей Игорь Крючков[6]